# Il'ia Vekua
Il'ia Vekua (în georgiană ილია ვეკუა; n. 23 aprilie 1907, Șeșeleta, Georgia, actualmente localitatea se află în Abhazia – d. 2 decembrie 1977, Tbilisi) a fost un matematician georgian și sovietic, membru al Academiei de Științe din URSS (1958), membru al Academiei de Științe din RSS Georgiană și președinte al Academiei de Științe din R.S.S. Georgiană  (1972-1977).

## Biografie[11]
Este fiul lui Nestor Vekua. A absolvit Universitatea din Tbilisi în 1930. În anii 1952-1954 a lucrat la Universitatea din Moscova, iar ulterior, în anii 1953-1958 la Institutul de matematică al Academiei de Științe din URSS „V. Steklov” din Moscova. În anii 1958-1964 a fost rector al Universității din Novosibirsk, iar în anii 1965-1972 rector al Universității din Tbilisi. A fost membru PCUS din 1943, iar din 1976 deputat al Sovietului Suprem din URSS. Este înmormântat la Tbilisi, pe muntele Mtatsminda.

## Creație științifică
- Lucrările principale se referă la teoria funcțiilor, teoria matematică a elasticității, teoria ecuațiilor de tip mixt, teoria problemelor de frontieră de tip eliptic, teoria ecuațiilor multidimensionale singulare integrale, teoria ecuațiilor hidroaerodinamice.
- Concomitent cu matematicienii americani Lipman Bers și A. Helbart a dezvoltat teoria funcțiilor pseudoanalitice. A sugerat aplicarea metodelor teoriei funcțiilor analitice pentru calculul unor înfășurătoare arbitrare de curbură pozitivă. În anul 1959 a dezvoltat metoda încovoierilor infinitezimale, arătând că unele mărimi sunt funcții pseudoanalitice generalizate. A contribuit la teoria ecuațiilor integrale singulare, a dezvoltat metodele de soluționare a unor clase largi de ecuații cu derivate parțiale de tip eliptic. A creat aparatul matematic pentru cercetarea și soluționarea problemelor generale de frontieră având la bază funcțiile generalizate analitice.

## Onoruri
- Erou al Muncii Socialiste (1969)
- Ordine și medalii ale URSS
- Om emerit al Științei din R.S.S. Georgiană (1956)
- Institutul de matematică aplicată al Academiei de Științe din Georgia îi poartă numele

## Legături externe
- Biografie (în rusă)
- Pagina web a Institutului de matematici aplicate din Tbilisi